# جورج بارتون
جورج بارتون (بالإنجليزية: George Barton)‏ (8 يونيو 1808 في المملكة المتحدة - 20 يونيو 1864 في المملكة المتحدة) هو لاعب كريكت بريطاني (وحمل سابقاً جنسية المملكة المتحدة لبريطانيا العظمى وأيرلندا). لعب مع نادي مقاطعة ساسكس للكركيت ‏ وSussex county cricket teams ‏.

## وصلات خارجية
- جورج بارتون على موقع إي آس بي آن كريك إنفو (الإنجليزية)